# (7395) 1985 RP1
(7395) 1985 RP1 est un astéroïde de la ceinture principale découvert en 1985.

## Description
(7395) 1985 RP1 a été découvert le 10 septembre 1985 à l'observatoire Kleť, en République tchèque, en Bohême-du-Sud, par Zdeňka Vávrová.

### Caractéristiques orbitales
L'orbite de cet astéroïde est caractérisée par un demi-grand axe de 2,27 UA, un périhélie de 1,87 UA, une excentricité de 0,18 et une inclinaison de 5,71° par rapport à l'écliptique. Du fait de ces caractéristiques, à savoir un demi-grand axe compris entre 2 et 3,2 UA et un périhélie supérieur à 1,666 UA, il est classé, selon la JPL Small-Body Database, comme objet de la ceinture principale.

### Caractéristiques physiques
(7395) 1985 RP1 a une magnitude absolue (H) de 14,4 et un albédo estimé à 0,035.